# Karel Nedbal (dirigent)
Karel Nedbal (28. října 1888 Dvůr Králové nad Labem – 20. března 1964 Praha) byl český dirigent a hudební skladatel, synovec hudebníka Oscara Nedbala.

## Životopis
Narodil se ve městě Dvůr Králové nad Labem ve východních Čechách. Studoval hudební kompozici u Vítězslava Nováka a Josefa Bohuslava Förstera. Další zkušenosti potom sbíral jakožto houslista během angažmá ve vídeňském Tonkünstler Orchestra pod vedením svého strýce Oskara Nedbala. V letech 1910 a 1911 potom dirigoval v různých divadlech na Moravě a řídil studentský symfonický orchestr.
V letech 1911 až 1920 stál v čele pražského pěveckého spolku Vinohradský hlahol a zároveň od roku 1914 řídil orchestr v Divadle na Vinohradech v Praze. V letech 1920 až 1928 působil v operním souboru Moravského divadla v Olomouci. V letech 1928 až 1938 byl šéfdirigentem Slovenského národního divadla v Bratislavě, tento post zdědil po svém strýci. V letech 1938 až 1940 dirigoval operu v operním souboru v Brně, v letech 1941 až 1945 se pracovně vrátil zpět v Olomouci.
Od roku 1945 byl dirigentem Národního divadla v Praze. Zde působil až do svého odchodu do penze roku 1958.
Karel Nedbal zemřel 1964. Byl pohřben na Vyšehradském hřbitově.

## Dílo

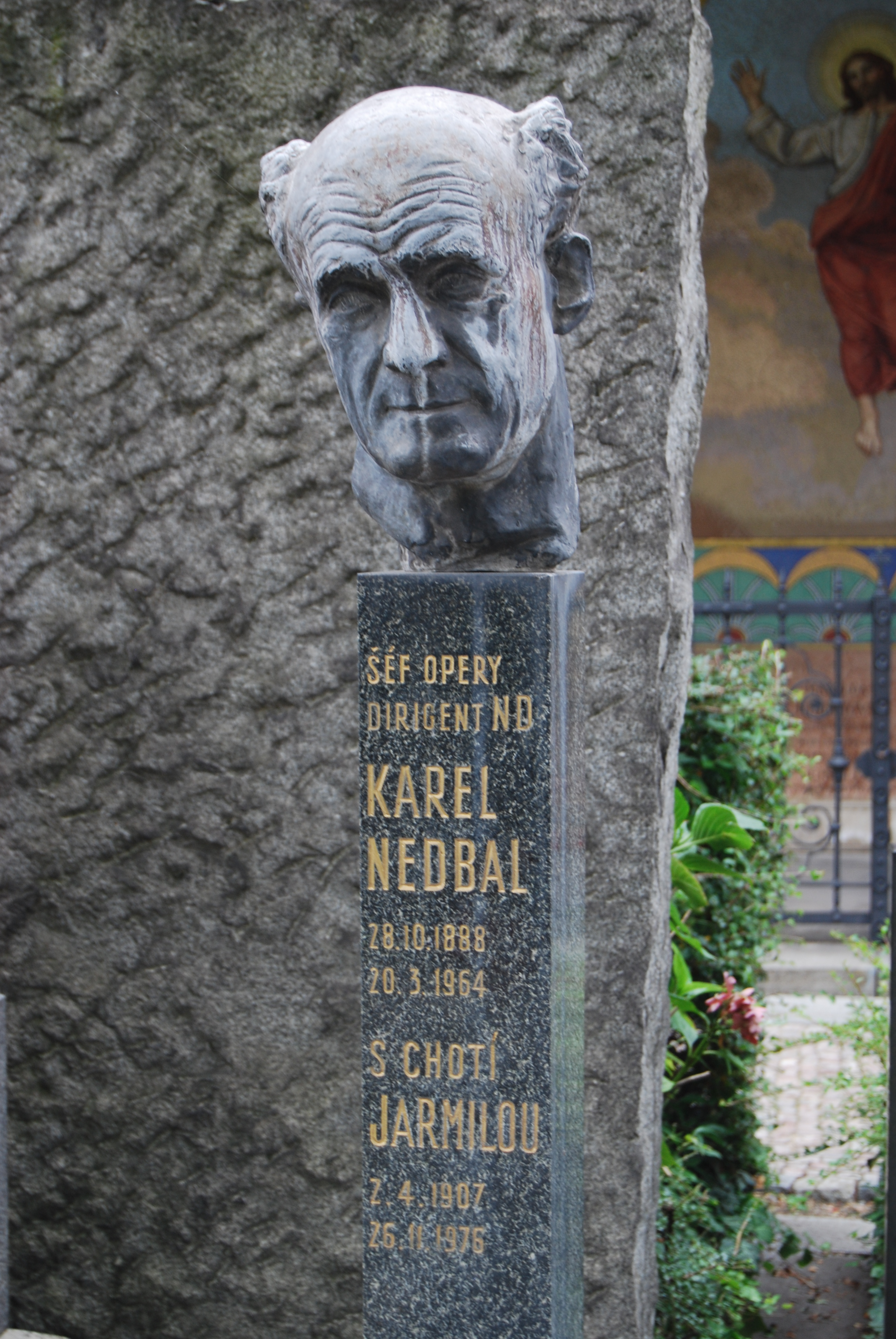
Náhrobek rodiny Karla Nedbala na Vyšehradském hřbitově

Nedbal je známý především svými inscenacemi české operní klasiky, především tvorby Bedřicha Smetany, Antonína Dvořáka, Leoše Janáčka či svého učitele J. B. Förstera. Nedbalova zájezdová představení s českým repertoárem na operních scénách ve Vídni (1924), Krakově (1927), Barceloně atd. vyvolala reakci umělecké kritiky. Nedbal se také věnoval ruské hudbě, včetně té soudobé: podílel se na inscenacích oper Láska ke třem pomerančům Sergeje Prokofjeva roku 1931 a Lady Macbeth Mcenského újezdu Dmitrije Šostakoviče roku 1935.
Projevil se rovněž jako hudební skladatel: zkomponoval dva balety, dvě orchestrální intermezza, sonátu pro violoncello a klavír, vokální cyklus. Upravil také asi 50 slovenských lidových písní. Své vzpomínky shrnul ve vzpomínkovém díle Půl století s českou operou z roku 1959.

## Ocenění
Roku 1953 mu byl udělen Řád práce.